# Częstotliwość robocza
Częstotliwość robocza – częstotliwość, na jakiej zazwyczaj pracuje dana radiostacja lub inne urządzenie radiowe. Radiostacjom wojskowym częstotliwości robocze przydziela szef łączności. Częstotliwości robocze radiostacji komunikacji publicznej podane są w specjalnych publikacjach. Dla radiostacji w służbie morskiej jest to Spis radiostacji nautycznych Biura Hydrograficznego Marynarki Wojennej (w Polsce), Admirality List of Radio Signals vol. I Admiralicji Brytyjskiej i inne.
Istnieje też pojęcie częstotliwości zapasowej. To częstotliwość, na jaką może być przestrojona na polecenie dyżurnego łączności radiostacja pracująca w sieci łączności w razie niemożności utrzymania łączności na przydzielonej częstotliwości roboczej.